# Košar
Košar je priimek v Sloveniji, ki ga je po podatkih Statističnega urada Republike Slovenije na dan 1. januarja 2010 uporabljalo 297 oseb.

## Znani nosilci priimka
- Aleš Košar, filozof (estetik), prevajalec
- Alja Košar (*1990), slikarka
- Franc Košar (1884—1952), akademski slikar
- Jakob Košar (1814—1846), pesnik,  narodni buditelj, duhovnik
- Jože Košar (1908—1982), klasični filolog, šolnik, književni kritik, esejist, urednik
- Robert Košar (1881—1941?), učitelj, vinogradnik, zadružnik, publicist